# Elia Rigotto
Elia Rigotto (Vicenza, 4 maart 1982) is een Italiaans wielrenner.

## Belangrijkste overwinningen
2003
- 5e etappe Ronde van Madrid

2004
- Menton-Savona
- Trofeo Zssdi
- Proloog Giro delle Regione (U23)
- 4e etappe (deel A) Giro delle Regione (U23)
- 6e etappe Giro delle Regione (U23)
- GP Joseph Bruyère

2006
- 6e etappe Ronde van de Middellandse Zee

2008
- Schaal Sels

## Resultaten in voornaamste wedstrijden
| Jaar | Ronde van Italië | Ronde van Frankrijk | Ronde van Spanje |
| ---- | ---------------- | ------------------- | ---------------- |
| 2006 | 137e             |                     |                  |
| 2007 |                  |                     | 138e             |

Belli ·
Bertolini · 
Bonfanti · 
Borghi ·
Cadamuro · 
Celestino ·
Cortinovis ·
Fertonani ·
Furlan ·
Ghisalberti ·
Gobbi ·
Grigoli ·  
Hontsjar ·
Hryvko · 
Iglinski · 
Ivanov ·
Jurčo ·
Lorenzetto ·  
Ludewig ·
Noeritdinov ·
Quaranta ·
Rigotto ·
Solari ·
Valoti ·
Vanotti ·
Visconti ·
Djoedja (stagiair) ·
Scognamiglio (stagiair) ·
Zagorodni (stagiair)
Becke ·
Cadamuro ·
Celestino ·
Cortinovis ·
den Bakker · 
Djoedja ·  
Ghisalberti ·
Gobbi · 
Grabsch ·
Haueisen ·
Hryvko · 
Iglinski ·
Jurčo · 
Knees ·
Lorenzetto · 
Müller ·
Musiol ·
Ongarato ·   
Petacchi ·
Poitschke ·
Rigotto ·
Sabatini ·
Sacchi ·   
Schröder ·
Scognamiglio ·
Siedler ·
Vanotti ·
Velo ·
Visconti ·
Zabel
Astarloa ·
Celestino ·
Cortinovis ·
Djoedja ·  
Ghisalberti ·
Grabsch ·
Haueisen ·
Hryvko · 
Jurčo · 
Knees ·
Lancaster ·
Lorenzetto · 
Müller ·
Ongarato ·   
Petacchi ·
Poitschke ·
Rigotto ·
Sabatini ·
Sacchi ·   
Schröder ·
Schwager ·
Scognamiglio ·
Sieberg ·
Siedler ·
Terpstra ·
Velo ·
Zabel ·
Barla (stagiair) ·
Orlandi (stagiair) ·
Salvi (stagiair)
Astarloa (tot 31/05) ·
Barla ·
Djoedja ·  
Eichler ·
Gajek ·
Ghisalberti ·
Grabsch ·
Haueisen ·
Hryvko · 
Jurčo · 
Knees ·
Kux ·
Lancaster ·
Müller ·
Ongarato ·   
Petacchi (tot 30/04) ·
Poitschke ·
Rigotto ·
Roels ·
Sabatini ·
Schröder ·
Schwager ·
Terpstra ·
M. Velits ·
P. Velits ·
Velo ·
Zabel ·
Geschke (stagiair) ·
Hassink (stagiair) ·
Schluter (stagiair)